# Taurolema albopunctata
Taurolema albopunctata là một loài bọ cánh cứng trong họ Cerambycidae.